# یثرب (عراق)
یثرب (به عربی: ناحیة یثرب) یک منطقهٔ مسکونی در عراق است که در استان صلاح‌الدین واقع شده‌است. یثرب ۵۶ متر بالاتر از سطح دریا واقع شده‌است.